# Nalgonda
Nalgonda é uma cidade e um município no distrito de Nalgonda, no estado indiano de Telanganá.

## Geografia
Nalgonda está localizada a 17° 03′ N, 79° 16′ L. Tem uma altitude média de 421 metros (1381 pés).

## Demografia
Segundo o censo de 2001, Nalgonda tinha uma população de 110 651 habitantes. Os indivíduos do sexo masculino constituem 51% da população e os do sexo feminino 49%. Nalgonda tem uma taxa de literacia de 78%, superior à média nacional de 59,5%: a literacia no sexo masculino é de 84% e no sexo feminino é de 72%. Em Nalgonda, 11% da população está abaixo dos 6 anos de idade.